# Themira lucida
Themira lucida – gatunek muchówki z rodziny wońkowatych i podrodziny Sepsinae.
Gatunek ten opisany został w 1844 roku przez Rasmusa Carla Staegera jako Sepsis lucida.
Muchówka o ciele długości około 2,5 mm. Głowę jej cechuje obecność szczecinek zaciemieniowych oraz wysokość policzków nie większa niż szerokość trzeciego członu czułków. Tułów charakteryzuje silnie połyskujące śródplecze, obecność szczecinek barkowych oraz całkowicie, biało zarośnięte sternopleury. Przednia para odnóży u samca ma spód uda z wyrostkiem, rzędem drobnych kolców, ale bez guzka w pobliżu połowy długości. Golenie przednich odnóży samca mają trójkątny, nieoszczecony wyrostek. Tylna para odnóży samca ma golenie proste i pozbawione wcięca.
Owad znany z Irlandii, Wielkiej Brytanii, Belgii, Holandii, Niemiec, Danii, Szwecji, Norwegii, Finlandii, Szwajcarii, Austrii, Włoch, Polski, Litwy, Czech, Słowacji, Węgier, Ukrainy, Rumunii, europejskiej części Rosji, wschodniej Palearktyki, Afryki Północnej i nearktycznej Ameryki Północnej.